# Drosophila euronotus
Drosophila euronotus este o specie de muște din genul Drosophila, familia Drosophilidae, descrisă de Patterson și Ward în anul 1952. Conform Catalogue of Life specia Drosophila euronotus nu are subspecii cunoscute.